# Дахадаев, Магомед-Али
Магоме́д-Али Дахада́ев (псевдоним Маха́ч; 2 апреля 1882, Унцукуль, Российская империя — 21 сентября (4 октября) 1918 (по другим данным 22 сентября), Верхний Дженгутай, Советская Россия) — общественно-политический деятель Дагестана начала XX века, большевик. Его имя носит город Махачкала. По национальности — аварец.

## Биография
Дахадаев родился 2 апреля 1882. После успешного окончания школы, по рекомендации её директора, он поступил на подготовительное отделение Темир-Хан-Шуринского реального училища.
В 1900 году поступил в Петербургский институт инженеров путей сообщения. Учился на стипендию князя А. Казаналипова. Во время учёбы сблизился с революционными организациями и в 1901 году вступил в РСДРП. В 1905 году вернулся в Дагестан, был одним из руководителей организации РСДРП в Темир-Хан-Шуре, входил в состав «Крестьянского центра». Дважды подвергался аресту. Был осуждён, но освобождён под денежный залог своего тестя — М. Шафи в ноябре 1906 года. В 1910 году окончил институт и до 1916 года служил на Майкопской железной дороге инженером. Также Дахадаев имел небольшой завод в Темир-Хан-Шуре и поставлял кинжалы в армию Российской империи.
После Февральской революции вошёл в состав правительства — Временного Дагестанского Областного Исполкома. Депутатом от Дагестана принимал участие в Первом Горском съезде (Владикавказ, 1-7 мая 1917 г.), образовавшего ЦК Союза Горцев Северного Кавказа и Дагестана, членом которого он был избран. В конце мая вошёл в состав «Дагестанской Социалистической группы», образованной Дж. Коркмасовым по возвращении из Парижа. От неё был избран во Всероссийское Учредительное Собрание. Резко высказывался в адрес большевиков, но был частью советской власти в регионе.
С апреля 1918 г. вошёл в состав Областного ВРК (пред. Дж. Коркмасов), в качестве заведующего военным отделом, сохраняя тот же пост при его трансформации в июне в Областной Исполком Советов (пред. Дж. Коркмасов). Комиссар областного военного комиссариата (ОВК). Являлся членом Чрезвычайного военного Совета вместе с Уллубием Буйнакским. Занимался организацией Дагестанской Красной Армии, которую и возглавил 11 июля. Руководил красными отрядами в боях против шариатистов и армии генерала Бичерахова.
Командовал войсками в Дагестане в боях за Петровск, в результате чего капитулировал и отступил в Темир-Хан-Шуру. Дахадаев получил от Облисполкома сумму (5 млн.) с целью формирования отрядов в горах для дальнейшей организации борьбы и выдвинулся в сторону Верхнего Дженгутая, где по заранее условленной договорённости должен был встретиться с командиром конного полка Тимошининым, но подвергся нападению и был убит.
По распространенному в советской историографии мнению (А.Мельчин), член контрреволюционного областного комитета князь Нух-бек-Тарковский, командующий войсками приказал полковнику Джафарову выслать навстречу Махачу отряд, задержать и убить его на месте. Однако версия эта опровергается в «Мемуарах полковника М. Джафарова». Предполагается, что истинной целью нападения, включая, конечно, и озлобленность к нему как к врагу, явился соблазн забрать 5 млн, которых, однако, при М. Дахадаеве не оказалось.
Похоронен в Темир-Хан-Шуре (ныне — Буйнакск) в братской могиле, там же похоронены Уллубий Буйнакский, С.-С. Казбеков, С. Дударов, А. Алиев, Е. Гоголев, А. Абдулмеджидов, А. Гаджимагомедов, И. Базалаев, Павленко, С. Даибов, С. Абдурахманов.

## Семья
Был женат на старшей дочери (Патимат) Мухаммеда-Шефи, четвёртого сына имама Шамиля . После непродолжительного брака дал ей развод (в супружестве был сын Адиль). Спустя время женился на её младшей сестре — Нафисат. В качестве приданого получил кинжальный завод в Темир-Хан-Шуре и успешно осуществляя коммерцию в годы Первой мировой войны, по договору с военным ведомством поставлял свою продукцию армии. В этом браке детей не имел.

## Память
В память Дахадаева 10 июля 1922 года решением ВЦИК г. Петровск-порт переименован в Махачкала.
Также в честь него названы:
- Дахадаевский район Дагестана (до 19 апреля 1930 года Ураринский район)
- кутан СПК им.М. Дахадаева (бывший колхоз им. М.Дахадаева; ранее клх им. Молотова) населенный пункт Тляратинского района, расположенный в Бабаюртовском районе(в так называемой Зоне отгонного животноводства)
- Дахадаевка (бывш. село Преображенское) — хутор Кумторкалинского района Дагестана
- Дахадаево — название села Даттах (Чечня) с 1944 по 1957 г.
- Махачаул — название села Ца-Ведено (Чечня) с 1944 по 1957 г.
- Махач-Аул — аул в Нефтекумском районе Ставропольского края.
- Махачкент — бывший аул в Кизлярском районе Дагестане, ныне в составе села Новый Бирюзяк

Памятник
В 1971 году на привокзальной площади Махачкалы открыт памятник Махачу Дахадаеву.